# Львівська асоціація футболу
Львівська асоціація футболу — обласна громадська спортивна організація, заснована 18 грудня 1990 року. Організовує низку турнірів, серед яких Чемпіонат, кубок і суперкубок Львівської області.
Є колективним членом Української асоціації футболу (УАФ). Головна мета її діяльності — сприяння розвитку та популяризації масового футболу у Львівській області.

## Історія
До 2019 року Федерація футболу Львівської області. 21 грудня 2017 року реорганізована в Громадську спілку «Федерація футболу Львівської області». 

Логотип Федерації футболу Львівської області до 2018 року

23 червня 2018 року збірна Львівської області вперше у своїй історії тріумфувала у Кубку Регіонів ФФУ. Команді Віталія Пономарьова протистояла збірна Сумської області і львівські футболісти здобули перемогу в екстра-таймі з рахунком 2:1. У складі львів'ян голами відзначились Ігор Леськів і Богдан Фостаковський. Окрім кубку і медалей футболістам було присвоєно звання КМС. Також хлопці отримали нагоду представляти Україну у Кубку Регіонів УЄФА сезону 2018-19, де у групі G на них очікують збірні Іспанії, Азербайджану та Фінляндії.

## Турніри
Під егідою Львівська асоціації футболу постійно відбуваються такі змагання:
- Чемпіонат Львівської області з футболу
- Кубок Львівської області з футболу
- Суперкубок Львівської області з футболу
- Меморіал Юста
- Кубок Мікльоша
- Футбольне свято пам’яті Андрія Баля
- Кубок міста Лева

## Статистика
Інформація станом на початок 2013 року.
| Показник                           | К-сть   |
| ---------------------------------- | ------- |
| Колективних членів ЛОФФ            | 41      |
| Районних асоціацій                 | 20      |
| Міських асоціацій                  | 6       |
| Стадіонів для професійних змагань  | 10      |
| Стадіонів для аматорських змагань  | 63      |
| Футбольних полів                   | 715     |
| Майданчиків (із штучним покриттям) | 72 (44) |

| Особи, що займаються футболом | К-сть |
| ----------------------------- | ----- |
| 8—10-річні                    | 14825 |
| 11—14-річні                   | 22715 |
| 15—17-річні                   | 5275  |
| 18—35-річні                   | 16498 |
| 36 і більше                   | 1386  |

| Показник                 | К-сть |
| ------------------------ | ----- |
| Тренерів дорослих команд | 780   |
| Тренерів юнацьких команд | 318   |
| Арбітрів                 | 80    |
| СДЮШОР та ДЮСШ (футбол)  | 49    |

| Учасники дитячо-юнацьких змагань | К-сть |
| -------------------------------- | ----- |
| Всеукраїнських                   | 35    |
| Обласних                         | 147   |
| Районних                         | 350   |
| Міських                          | 266   |
| «Шкіряний м'яч»                  | 3277  |

| Учасників змагань (команд)                | Кількість |
| ----------------------------------------- | --------- |
| Професійних у великому футболі / футзалі  | 5 / 3     |
| Аматорських регіональних / всеукраїнських | 68 / 5    |
| Жіночих регіональних / всеукраїнських     | 12 / 2    |
| Футзалу регіональних / всеукраїнських     | 32 / 0    |
| Районних / міських серед дорослих         | 680 / 0   |
| Районних / міських з футзалу              | 106 / 14  |

## Керівництво
Інформація станом на 2018 рік.
|  | Ім'я               | Посада                                                    |
|  | ------------------ | --------------------------------------------------------- |
|  | Олександр Шевченко | Голова асоціації                                          |
|  | Ярослав Грисьо     | Перший заступник голови                                   |
|  | Ростислав Заремба  | Заступник голови Голова Комітету дитячо-юнацького футболу |
|  | Степан Понайда     | Заступник голови Виконавчий директор асоціації футболу    |

## Голови Львівської асоціації футболу (історія)
|    | Ім'я                  | Період головування |
| -- | --------------------- | ------------------ |
| 1. | Гліб Климов           | 1946 — 1955        |
| 2. | Карло Мікльош         | 1955 — 1959        |
| 3. | Євген Преображенський | 1959 — 1960        |
| 4. | Карло Мікльош         | 1960 — 1968        |
| ?. | Борис Гончаров        | 19?? — 19??        |
| ?. | Володимир Білецький   | 19?? — 19??        |
| ?. | Микола Печерський     | 19?? — 19??        |
| ?. | Василь Соломонко      | 19?? — 19??        |
| ?. | Михайло Кусень        | 19?? — 19??        |
| ?. | Іван Сало             | 1989 — 1992        |
| ?. | Михайло Кусень        | 1992 — 1997        |
| ?. | Ярослав Грисьо        | 1997 — 2017        |
| ?. | Олександр Шевченко    | з 21.12.2017 р.    |

## Контакти
- адреса: Україна, 79008, м. Львів, пл. С.Яворського, 1
- сайт: ffl.org.ua